# Bracon maculiger
Bracon maculiger är en stekelart som beskrevs av Wesmael 1838. Bracon maculiger ingår i släktet Bracon, och familjen bracksteklar. Arten är reproducerande i Sverige.